# Гварамадзе, Вахтанг Николаевич
Вахта́нг Никола́евич Гварамадзе (род. 1928) — советский футболист, полузащитник.
Начинал играть в дубле «Динамо» Тбилиси в 1946 году. Карьеру провёл в командах класса «Б» и КФК «Спартак» Тбилиси (1948—1949, 1953), ДО (Тбилиси) (1951—1952, 1959), «Металлург» Днепропетровск (1954).
Полуфиналист Кубка СССР 1954.